# Camp de regroupement et de transit de Westerbork
Cet article possède un paronyme, voir Westerbork.
Le camp de regroupement et de transit de Westerbork est un camp de détention nazi situé dans le nord-est des Pays-Bas. Utilisé pendant la Seconde Guerre mondiale comme étape vers les camps d'extermination de Pologne occupée, il détenait environ 10 000 personnes après octobre 1942. Quelque 107 000 victimes dont Etty Hillesum, Anne Frank et Settela Steinbach sont passées par ce camp ou y sont décédées.
« Boue, détresse, maladie, promiscuité, angoisse, bruit, toute une société comprimée sur une superficie d'un demi-kilomètre carré : Westerbork. » (préface à l'édition néerlandaise de 1982 des lettres de Westerbork, J. G. Gaarlandt).

## Internement des réfugiés juifs
Dès l'ascension de Hitler au pouvoir, des ressortissants allemands de confession juive traversent la frontière pour trouver refuge aux Pays-Bas. Entre 1933 et 1934, environ 50 000 personnes juives émigrent depuis le Reich. Pour beaucoup d'entre eux, les Pays-Bas ne constituent qu'une étape sur le chemin de l'exil. En 1939, il reste près de 20 000 réfugiés juifs aux Pays-Bas.
Dès le départ, les autorités néerlandaises se montrent très réticentes à accueillir ces réfugiés,. En 1934 déjà, elles prennent des mesures pour limiter leur intégration économique dans la société néerlandaise. Diverses autres mesures allant dans le même sens sont prises dans les années suivantes. Enfin, à partir de 1938, les possibilités légales d'entrer aux Pays-Bas en tant que réfugié sont quasiment inexistantes. De ce fait, l'immigration illégale de réfugiés juifs s'accroit considérablement. En raison des spoliations commises à leur encontre par le régime nazi, une grande partie de ces réfugiés arrivent dans une situation de grand dénuement matériel. Ils dépendent pour leur subsistance de l'aide qui leur est apportée par le Comité voor Joodsche Vluchtelingen (CVJ) - le comité pour les réfugiés juifs. Ce comité est un organisme d'aide financé par l'ensemble de la communauté juive néerlandaise, sur une base volontaire.
Après la nuit de Cristal, le gouvernement néerlandais décide de regrouper les réfugiés dans 25 camps différents. En 1939, le gouvernement décide de transférer et d'interner l'ensemble de ces réfugiés juifs dans un seul camp, près de Westerbork, au nord-ouest de la Hollande. Ses premiers habitants y arrivent le 9 octobre 1939.
La construction du camp a coûté un million de florins. Si les autorités néerlandaises ont payé cette somme, il ne s'agit que d'un prêt : les associations juives de bienfaisance ont signé un accord de remboursement sur 25 ans. Cette décision de faire payer à leurs citoyens juifs la prise en charge financière de ces réfugiés contraste fortement avec la tradition humanitaire du pays. Lors de la première guerre mondiale, le gouvernement néerlandais avait ainsi pris en charge l'intégralité des coûts d'accueil de près d'un million de réfugiés belges.

## Westerbork sous administration néerlandaise
Le camp de Westerbork se situe à 15 kilomètres du village homonyme (55 km au sud de Groningue) et à environ 40 km de la frontière allemande. Son nom officiel est Centraal Vluchtelingenkamp Westerbork (littéralement : camp central de réfugiés).
Le camp est sous la tutelle du ministère de l'Intérieur et est dirigé par D.A. Syswerda du 9 octobre 1939 au 16 mai 1940.
Le camp fait 500 mètres de large sur 600 de long (soit près d'un demi kilomètre carré). La gare la plus proche se trouve à Hooghalen, à près de 4 km du camp. Excentré, mal relié par les transports publics, la situation géographique du camp complique encore davantage les démarches consulaires des internés qui souhaitent quitter le pays. Les internés sont logés dans 200 petites maisons en bois.
Le 10 mai 1940, l'armée allemande attaque les Pays-Bas. Après cinq jours de combat, l'armée néerlandaise capitule. Le camp de Westerbork compte alors 700 internés. Un plan d'évacuation prévoit d'évacuer les internés dans la province du Zeeland en cas d'attaque allemande. Mais sa mise en œuvre échoue, notamment du fait des dommages causés au réseau ferroviaire par l'armée allemande. Arrivés à Leeuwarden, les internés sont renvoyés au camp de Westerbork,!
Le camp reste sous administration néerlandaise mais passe sous le contrôle du ministère de la Justice le 16 juillet 1940 ; c'est désormais la police militaire néerlandaise qui surveille le camp. Le 1er juillet 1942, alors que la décision de déporter l'ensemble de la population juive résidant aux Pays-Bas a déjà été prise, le camp passe sous administration SS.

## Camp de transit sous administration SS
À la fin de 1941, les Allemands décident de transformer le camp existant : il s'agit d'en faire un camp étroitement surveillé et en mesure d'héberger davantage de personnes. Le camp change en effet de nature : il devient un camp de regroupement d'où partiront tous les trains pour les camps de la mort à l'est. C'est par Westerbork que transiteront toutes les personnes identifiées comme juives par les nazis sur le sol néerlandais, l'étape ultime avant leur déportation hors des Pays-Bas. Outre les Juifs, quelques centaines de Sinté seront également amenés à Westerbork avant d'être déportés.

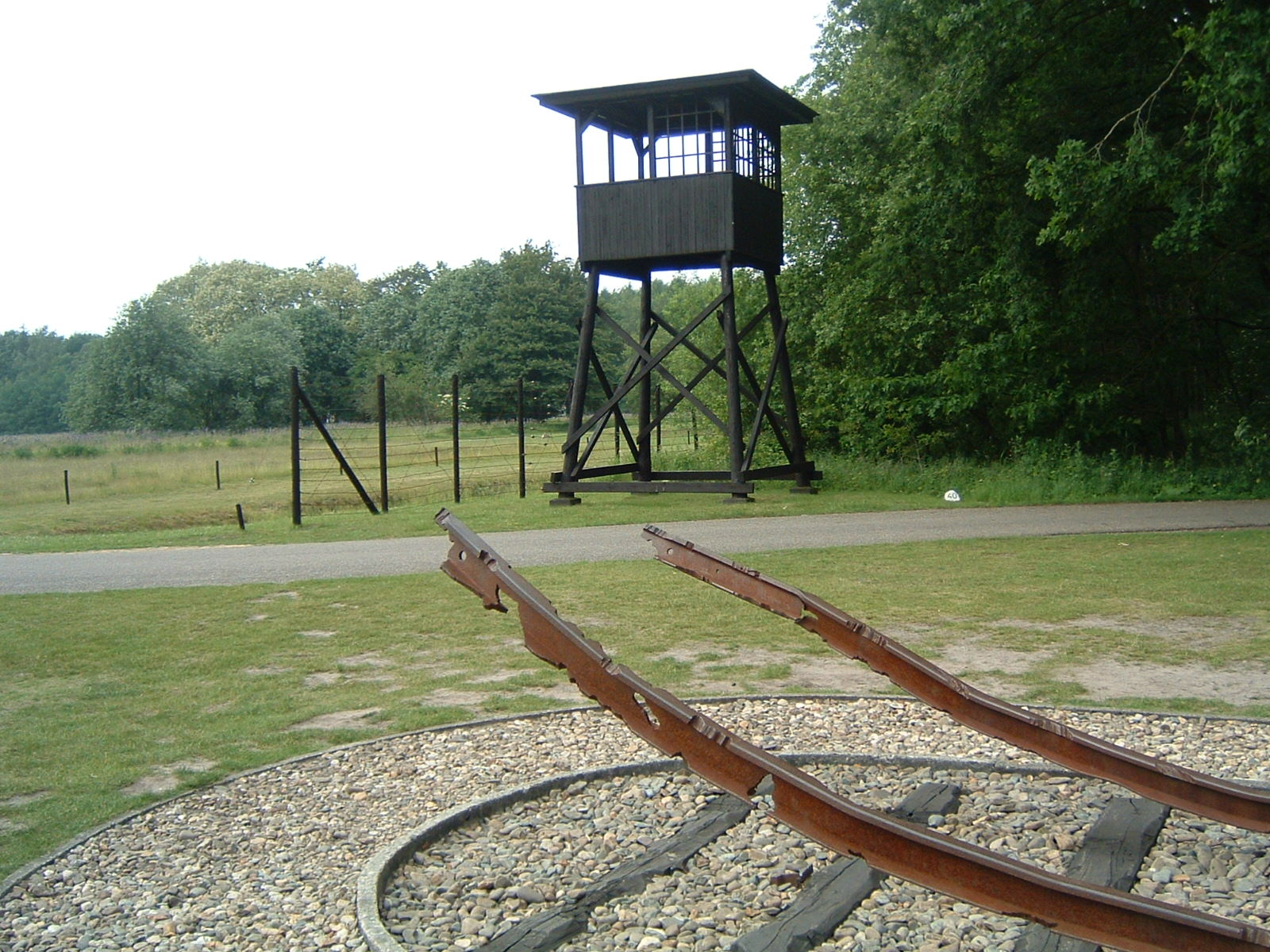
Mirador à Westerbork.

Les travaux de transformation du camp en camp de transit s'étalent sur plusieurs mois. Des baraques en bois sont édifiées (il y en aura 107 au total, mais dans un premier temps, 24 baraques sont construites), le camp est entouré de hauts barbelés, sept miradors sont érigés,. À l'été 1942, une voie de chemin de fer est construite, qui relie la gare de Hooghalen au camp lui-même. À partir du 1er juillet 1942, le nom du camp devient Polizeiliches Durchgangslager Westerbork (littéralement : camp de transit policier de Westerbork).
Le camp est surveillé par des unités de SS allemands ainsi que par la police militaire néerlandaise.Le camp est dirigé tour à tour par Erich Deppner (de) (juillet et août 1942), Joseph Hugo Dischner (1er septembre au 9 octobre 1942) et Albert Konrad Gemmeker (du 9 octobre 1942 jusqu'à la libération du camp),.

### Organisation interne et infrastructure
Les prisonniers sont pour la plupart logés dans les nouveaux baraquements, qui hébergent chacun plusieurs centaines de personnes. Le couchage est constitué de lits à étages sur trois niveaux. Les baraquements sont séparés en baraquements masculins et féminins, mais les personnes ont le droit de se voir en journée. À l'arrière du camp se trouve par ailleurs un quartier disciplinaire, gardé et séparé des autres baraquements par des barbelés. Y sont enfermées les personnes qui ont cherché à échapper à la déportation en entrant en clandestinité ; elles sont déportées en priorité. A l'extérieur du camp se trouve une ferme appelée Schattenberg, dont les terres sont travaillées par les détenus.
L'organisation interne du camp est en grande partie entre les mains des prisonniers juifs d'origine allemande et autrichienne, à savoir des personnes qui sont à Westerbork depuis leur internement décidé par le gouvernement néerlandais. En effet, le premier commandant du camp, Erich Deppner, a supervisé la création de différents services composé de ces prisonniers, dont un service d'ordre (Judischeer Ordnungsdienst). Les autorités allemandes les appellent les Alten Lagerinsassen (vieux détenus) et ils sont provisoirement exemptés de la déportation à l'est.
En septembre 1943, de nouveaux baraquements sont construits ; ils abritent différents ateliers d'industrie où les prisonniers sont entre autres employés à trier des métaux ou démonter des avions. Les prisonnières sont notamment employées dans un atelier de couture.
Le camp fonctionne en partie comme une mini-société. Le camp dispose de sa propre monnaie, il abrite un orphelinat, un jardin d'enfants, la scolarité des enfants est assurée. Des offices religieux juifs et chrétiens ont lieu,. La nourriture est préparée sur place par les détenus, dans une cuisine centrale, puis distribuée dans des réfectoires. La nourriture est de faible qualité mais de quantité suffisante. Le camp a par ailleurs son propre hôpital de plus de 1 700 lits ; les personnes qui y sont soignées sont exemptées de la déportation immédiate tant que leur état de santé nécessite une hospitalisation. Des loisirs sont même organisés : sport et culture. Séances de gymnastique organisées par les détenues, matchs de foot et de boxe, course à pied pour les messieurs, autant d'activités autorisées par Gemmeker. Côté culture, le camp dispose de son propre groupe théâtral à partir de l'été 1943 ; celui-ci propose des spectacles de cabaret et compte en son sein des célébrités comme Max Ehrlic et Erich Ziegler. Ses représentations ont lieu dans la très grande salle dans laquelle sont enregistrés tous les détenus du camp à leur arrivée. Sur ordre de Gemmeker, ses spectacles doivent être exclusivement en allemand. Ce fait, ainsi que le caractère humoristique des spectacles, est diversement apprécié par les autres détenus. Enfin, Gemmeker autorise aussi les musiciens à jouer de la musique, mais uniquement celle de compositeurs juifs.
Une antenne du Conseil juif se trouve dans le camp.

### Les internés
Plus de 100 000 personnes ont transité par le camp. La plupart ont succombé ou ont été déportées puis tuées à Sobibor (avant l'été 1943) ou Auschwitz. D'autres y ont séjourné et ont pu être libérées.
- 181 Juifs allemands, réfugiés aux Pays-Bas après un refus d'entrée à Cuba en mai 1939 (voyage sur le Saint-Louis), furent mis en résidence dans ce camp[a 2].
- 300 catholiques d'origine juive furent arrêtés le 2 août 1942[a 3].
- Plus de 12 000 personnes furent amenées au camp à la suite des rafles des 2 et 3 octobre 1942[a 4].
- Les 6 et 7 juin 1943, deux convois amenèrent 1 288 femmes et 1 266 enfants, expédiés dès le lendemain à Sobibór et immédiatement exterminés[a 4].
- Philip Mechanicus, journaliste, arrive au camp en novembre 1942, où il reste jusqu'en mars 1944[a 5].
- En septembre 1943, les résidents du camp de Bernerweld (environ 650 intellectuels et membres de la bourgeoisie) furent transférés à Westerbork où ils demeurèrent environ un an[a 6].

Environ 400 Juifs néerlandais d'origine séfarade furent transférés au camp en 1943.
C'est aussi dans ce camp que fut internée Settella Steinbach et sa famille, tsiganes. Ils seront ensuite transférés à Auschwitz.
Edith Stein fut internée quelques jours entre le 2 août et le 7 août 1942. Etty Hillesum fut internée du 30 juillet 1942 au 7 septembre 1943 et Anne Frank et sa famille furent internées au camp du 8 août au 2 septembre 1944. Toutes les trois furent déportées vers Auschwitz.

### Déportation

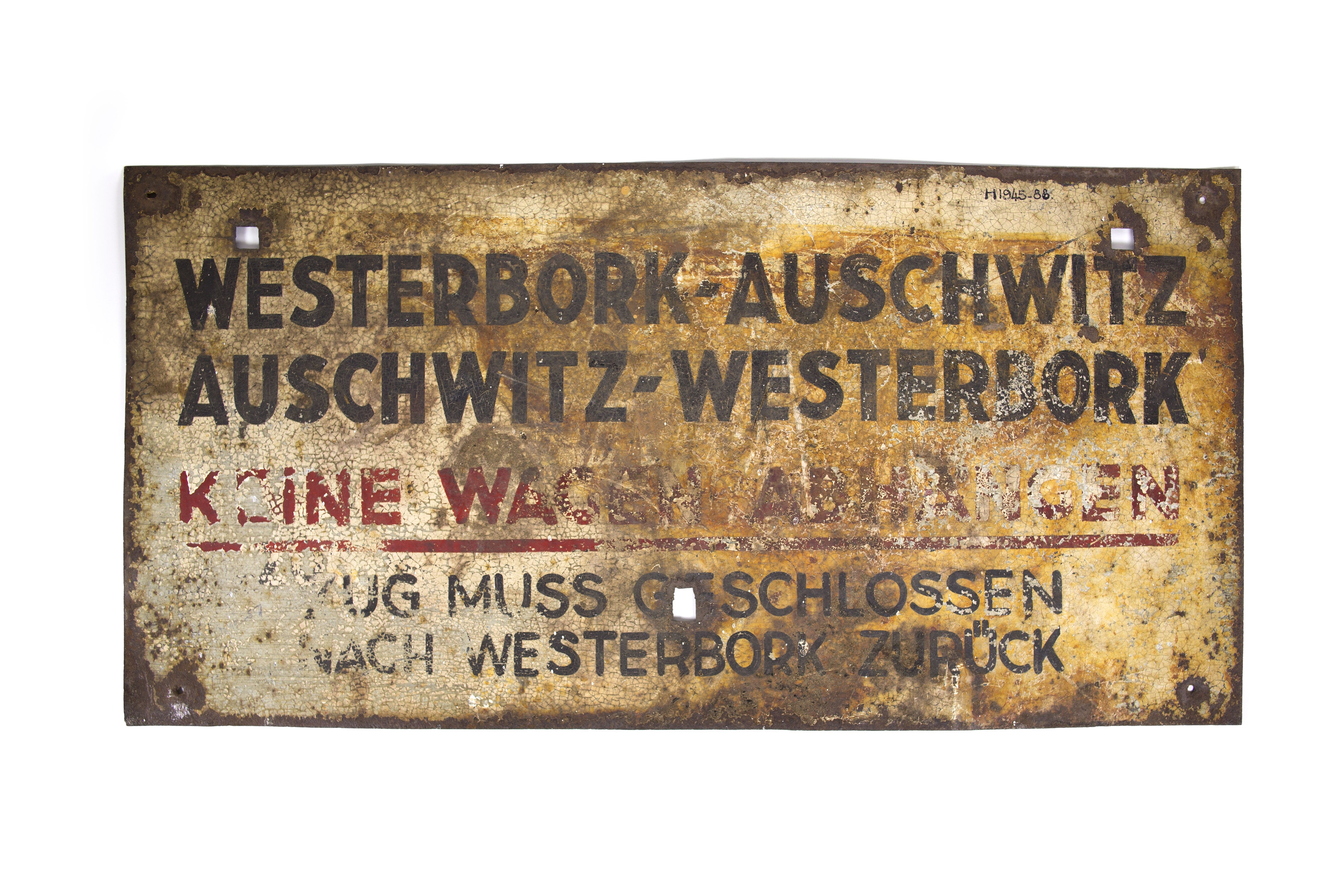
Plaque du train effectuant la navette Westerbork-Auschwitz

Au total, 100 657 personnes sont déportées depuis le camp de transit de Westerbork. Le premier train de la déportation part pour Auschwitz le 15 juillet 1942, avec à son bord 1 137 prisonniers, dont l'écrasante majorité sont des réfugiés juifs ayant fui l'Allemagne, l'Autriche ou la Pologne. En tout, 93 convois transporteront 55 000 Juifs vers Birkenau, 34 000 Juifs vers Sobibor, 4 000 vers Bergen-Belsen et environ 5 000 vers Theresienstadt. Jusqu'à août 1943, la principale destination des trains était Auschwitz, après cette date, c'est Sobibor qui devient la principale destination. A l'été 1942, les détenus parcourent à pied la distance qui sépare le camp de la gare de Hooghalen, mais dès le mois de novembre 1942, les trains partent directement du camp de Westerbork, la voie ferrée ayant été prolongée jusqu'au camp spécialement dans ce but. Le dernier convoi date du 13 septembre 1944. Le quai d'embarquement du train à Westerbork est surnommé « Boulevard des misères » par les détenus.
Le transport se fait dans des conditions épouvantables, dans des wagons de marchandises, sans accès à des sanitaires :

« Hommes et femmes, vieux et jeunes, malades et bien portants, enfants, bébés, tous sont entassés ensemble, dans un seul et même wagon. Hommes et femmes en bonne santé, au milieu d’hommes et de femmes qui souffrent de leur âge et qui ont besoin de soins constants, d’hommes et de femmes qui ont perdu le contrôle de leurs fonctions primaires, de boiteux, de sourds, d’aveugles, de malades de l’estomac, d’imbéciles, d’aliénés. Tous sur le sol nu, entre les bagages, assis dessus, serrés les uns contre les autres. Dans un coin du wagon, un tonneau, un seul petit tonneau pour tous, où chacun peut se soulager devant tout le monde... Un petit tonneau qui n’est pas assez grand pour tant de gens. À côté, un sac de sable, où chacun peut puiser une poignée pour recouvrir ses excréments. Dans un autre coin, un bidon d’eau avec un robinet pour ceux qui veulent étancher leur soif. »

— Philip Mechanicus
C'est l'Office central pour l'émigration juive à Amsterdam qui se charge de convoquer et/ou de faire arrêter les Juifs afin de les amener à Westerbork. C'est le Judenreferat (Département de la Gestapo IVB4) sous la direction d'Adolf Eichmann qui décide de l'horaire des trains, du nombre de personnes à déporter ainsi que de leur destination; au Pays-Bas, c'est Wilhelm Zoepf qui dirige l'antenne locale de ce département.

## Libération du camp
Le camp est libéré le 12 avril 1945 par le 4e régiment d'infanterie de l'artillerie royale canadienne qui y découvre près de 850 survivants.

## Après-guerre
Dans l'immédiat après-guerre, la population des Pays-Bas et son gouvernement ont comme priorité absolue le châtiment des personnes ayant collaboré avec le régime d'occupation. Non sans peine, le gouvernement parvient à ce que la vindicte populaire ne se transforme pas en lynchages. Les personnes ayant collaboré ou suspectées d'avoir collaboré sont envoyées à Westerbork pour y être internées. Parmi eux se trouvent bon nombre de membres du Nationaal-Socialistische Beweging in Nederland (NSB), le parti national-socialiste néerlandais.

## Commémoration et historiographie

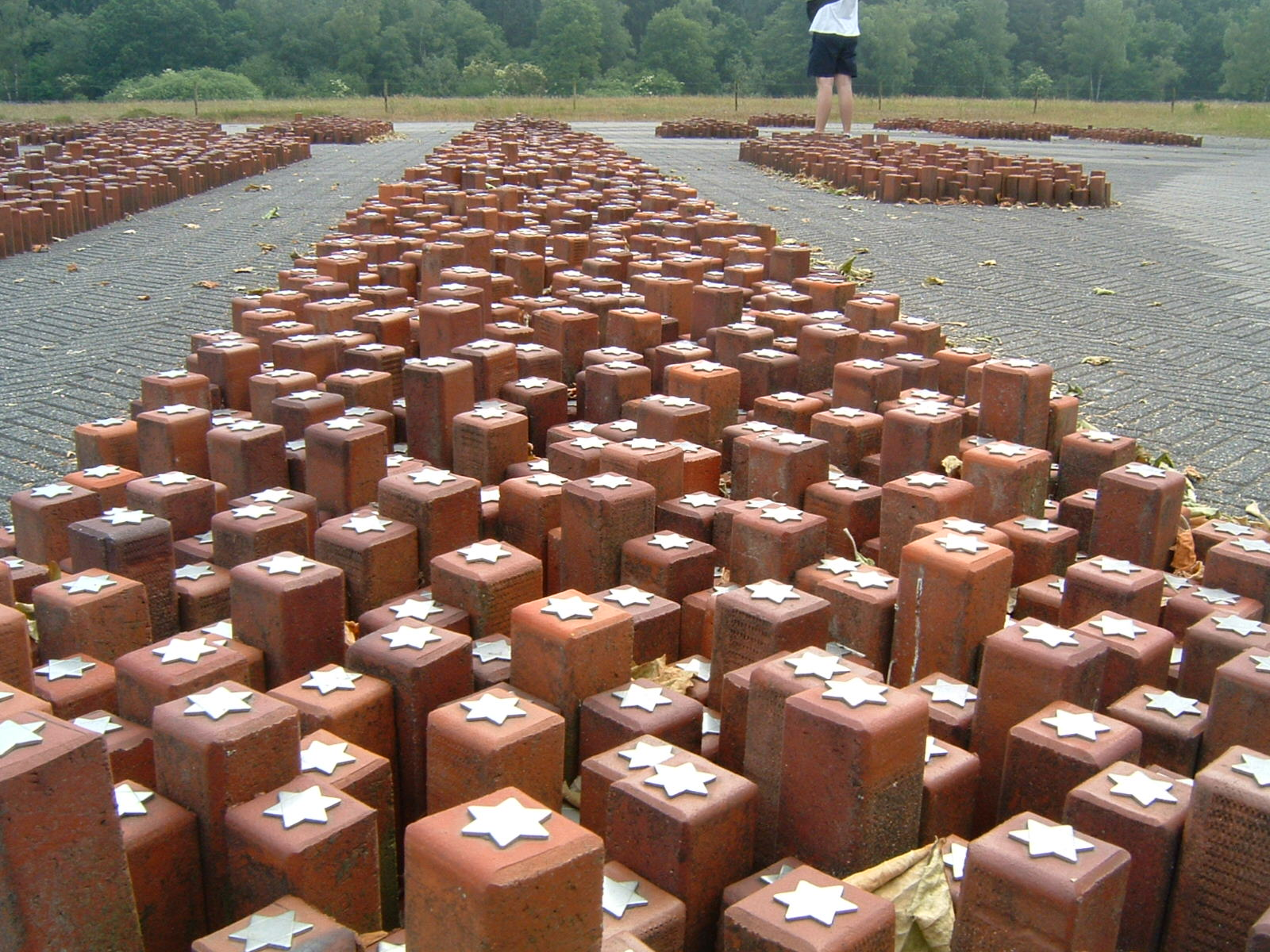
102000 pierres pour la mémoire.

En 1974, Westerbork ne dispose ni de monument commémoratif, ni de musée, excepté une pierre tombale honorant la mémoire dix résistants exécutés à Westerbork. La quasi-totalité des bâtiments du camp n'existent plus et le lieu se trouve inséré dans un espace vert. Les autorités locales y installent des tables de pique-nique. Des voix s'élèvent alors pour que la mémoire du camp de Westerbork ne soit pas totalement oblitérée et que l'on commémore les victimes du camp.
Les autorités locales ont créé un monument consacré aux victimes et un mémorial. Sur l'Appellplatz (place d'appel) sont disposées 102 000 pierres qui représentent le nombre total des victimes.
Il a reçu le Label du patrimoine européen.

## Sources primaires et témoignage des victimes
Des images de la vie du camp ont été tournées en 1944 par l'un des prisonniers, Rudolf Breslauer, à la demande du commandant du camp ; elles montrent le travail des prisonniers, mais aussi leurs loisirs et le départ d'un train de déportation. Harun Farocki a réalisé un film par montage de ces images en 2007.
Le journaliste néerlandais Philip Mechanicus qui y fut déporté de 1942 à 1943 avant d'être transféré à Bergen-Belsen puis à Auschwitz où il fut assassiné, a tenu des notes dans un journal, In Dépôt. Dagboek uit Westerbork.

### Ouvrages et journaux
1. ↑  p. IX (annexe)
2. 1 2  p. 349)
3. ↑  p. 260 et 350
4. 1 2  p. 350
5. ↑  p. 352
6. ↑  p. 354
7. ↑  p. 359

### Autres sources
1. 1 2 3 4 5 6 7  (de) Katja Happe, « Hoffnung auf Sicherheit-Die 1930er Jahre in den Niderlanden », dans Viele falsche Hoffnungen, 2017, p. 15-27
2. 1 2  (en) Jan Herman Brinks, « The Dutch, The Germans, and the Jews », History Today, vol. 49, no 6,‎ 1er juin 1999, p. 17-23
3. 1 2  (de) Katje Happe, Viele falsche Hoffnungen, p. 31
4. ↑  « Bouw - Kamp Westerbork », sur kampwesterbork.nl (consulté le 22 juillet 2022)
5. 1 2  (de) Katja Happe, Viele falsche Hoffnungen, p. 147
6. 1 2 3 4 5 6 7  (en) « Westerbork Transit Camp », sur www.holocausthistoricalsociety.org.uk (consulté le 20 juillet 2022)
7. ↑  (de) Anna Hájková, « Das Polizeiliche Durchgangslager Westerbork », dans Wolfgang Benz, Barbara Distel, Terror im Western, Berlin, Metropol, 2004, p. 219
8. 1 2  « Persecution of Sinti and Roma - Kamp Westerbork » (consulté le 15 mai 2024)
9. 1 2  (de) Katja Happe, Viele falsche Hoffnungen, 2017, p. 147
10. ↑  En allemand, le terme "Lager" (camp) est neutre et polizeilich est un adjectif. La terminaison de polizeilich se décline. Ainsi, vous trouverez dans les sources le terme "das polizeiliche Durchangslager Westerbork", etc. Il ne s'agit pas d'erreurs mais bien du nom officiel accordé en fonction de sa position dans la phrase.
11. ↑  (de) Anna Hájková, « Das Polizeiliche Durchgangslager Westerbork », dans Terror im Western, Berlin, 2004, p. 220
12. 1 2  (de) Katja Hoppe, Viele falsche Hoffnnungen, 2017, p. 121
13. ↑  (de) Katja Happe, Viele falsche Hoffnungen, 2017, p. 148
14. 1 2  (de) Anna Hájková, « Das Polizeiliche Durchgangslager Westerbork », dans Wolfgang Benz, Barbara Distel, Terror im Western, Berlin, Metropol, 2004, p. 222
15. ↑  ibidem, p. 239
16. 1 2 3 4  (de) Anna Hájková, « Das Polizeiliche Durchgangslager Westerbork », dans Wolfgang Benz, Barbara Distel, Terror im Western, Berlin, Metropol, 2004, p. 233-240
17. ↑  Si tous les prisonniers du camp de transit de Westerbork sont juifs pour les autorités d'occupation allemande, une partie d'entre eux sont cependant chrétiens, convertis de longue date.
18. ↑  (de) Anna Hájková, « Das Polizeiliche Durchgangslager Westerbork », dans Terror im Western, Berlin, 2004, p. 241
19. ↑  (de) Katja Happe, Viele falsche Hoffnungen, 2017, p. 108
20. 1 2  (en) Hans Derks, Victims and Perpetrators : Dutch Shoah, 1933/45 and Beyond, Brill Schoningh, 2018, 383 p. (ISBN 978-3506792181), p.79
21. ↑  (de) Katja Happe, Viele falsche Hoffnungen, 2017, p. 147
22. ↑  (de) Anna Hájková, « Das Polizeiliche Durchgangslager Westerbork », dans Terror im Westen, 2004, p. 245
23. ↑  Irene Williams, « Review of Boulevard des Misères: The Story of Transit Camp Westerbork », Jewish Historical Studies, vol. 29,‎ 1982, p. 335–336 (ISSN 0962-9696, lire en ligne, consulté le 24 juillet 2022)
24. ↑  « Camp de Westerbork 28 mai 1943 – 28 février 1944 », Extrait du journal tenu par Philip Mechanicus, entrée du 1er juin 1943, propos traduit du néerlandais en français par Laeticia Decourt, Hinde Kaddour et Gaby Velthuys
25. ↑  « Befreiung - Kamp Westerbork », sur kampwesterbork.nl (consulté le 29 juillet 2022)
26. 1 2  « NiederlandeNet – Geschichte - Erinnerungskultur - Kamp Westerbork », sur www.uni-muenster.de (consulté le 24 juillet 2022)
27. ↑  (en) « Respite » (site officiel de Harun Farocki).
28. ↑  Mechanicus Philip, Decourt Laetitia, Kaddour Hinde et al, « Journal. Camp de Westerbork 28 mai 1943 – 28 février 1944 », Poésie, no 142,‎ avril 2012, p. 85-108 (lire en ligne).

### Documentaire
- En sursis (Aufschub) (de) documentaire de 40 minutes muet, noir et blanc, 2007, réalisé par Harun Farocki, il présente et commente les rushes du film de propagande inachevé, tourné dans le camp de transit de Westerbork par Rudolf Breslauer, prisonnier du camp, en 1944.